# Joseph von Linden

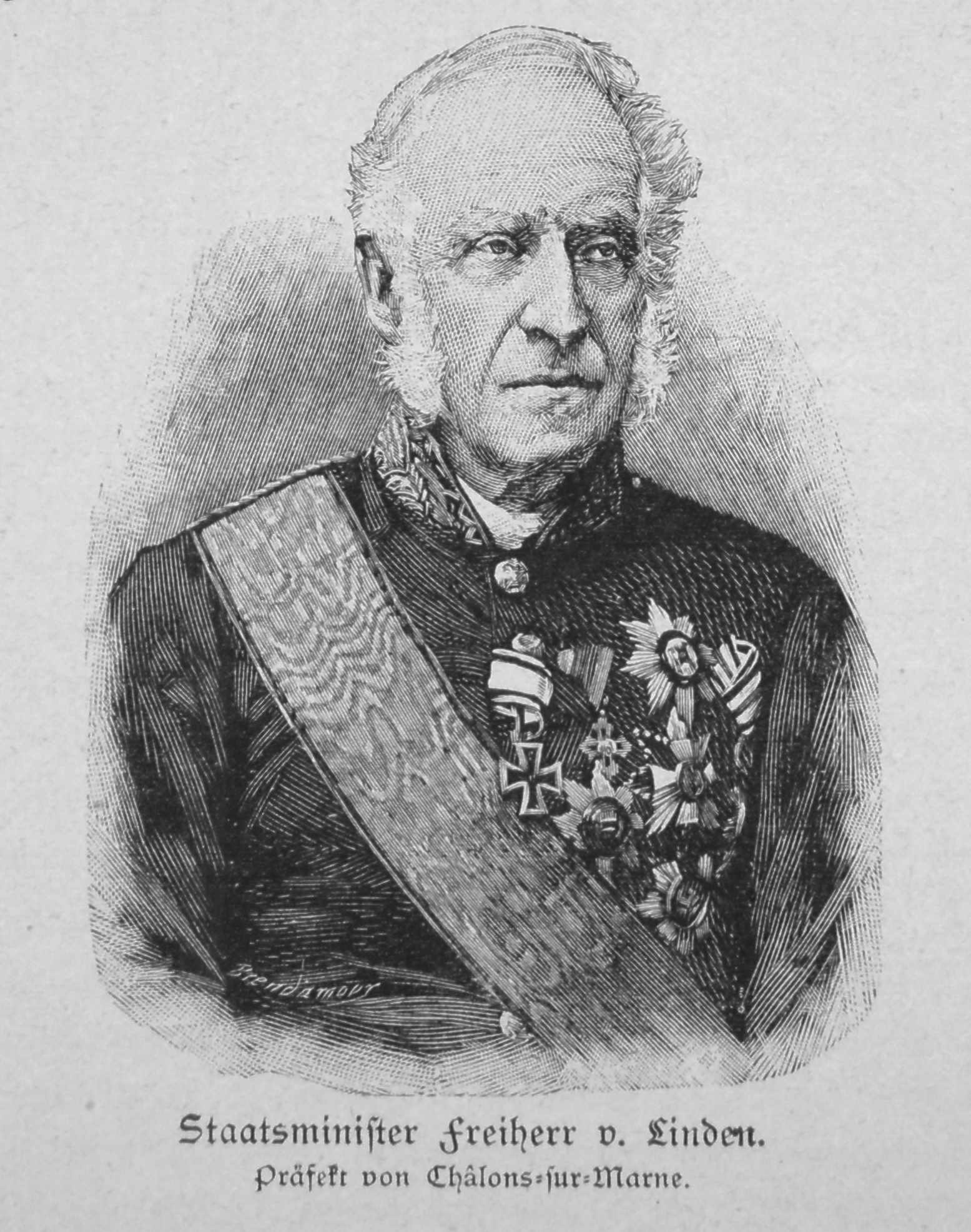
Freiherr von Linden als Präfekt im Deutsch-Französischen Krieg

Joseph Franz Peter Freiherr von Linden (* 7. Juni 1804 in Wetzlar; † 31. Mai 1895 Hebsack bei Freiburg im Breisgau) war ein deutscher Jurist und Politiker im württembergischen Staatsdienst.

## Leben
Er entstammte der Familie Linden, aus der Ehe des Reichskammergerichtsassessors und württembergischen Beamten Franz von Linden (1760–1836) mit Maria geb. Freifrau v. Bentzel (1769–1805). Linden besuchte das Eberhard-Ludwigs-Gymnasium in Stuttgart. Danach studierte er  Jura in Tübingen. Nach einem Studienaufenthalt in Frankreich war er Richter an verschiedenen württembergischen Gerichtsstandorten. Linden war seit 1830 mit Emma geb. Freifrau v. Koenig-Warthausen  (1810–1893) verheiratet. Das Paar hatte einen Sohn und drei Töchter. Lindens Neffe Karl von Linden war der Gründer des Lindenmuseums in Stuttgart. Linden unterstützte seine Großnichte Maria von Linden auf ihrem Weg, um als erste Frau in Württemberg zu studieren.
Der Politiker Carl Freiherr von Linden, der Diplomat Franz a Paula von Linden und der Militär Ludwig Freiherr von Linden waren seine Brüder.

## Politischer Werdegang

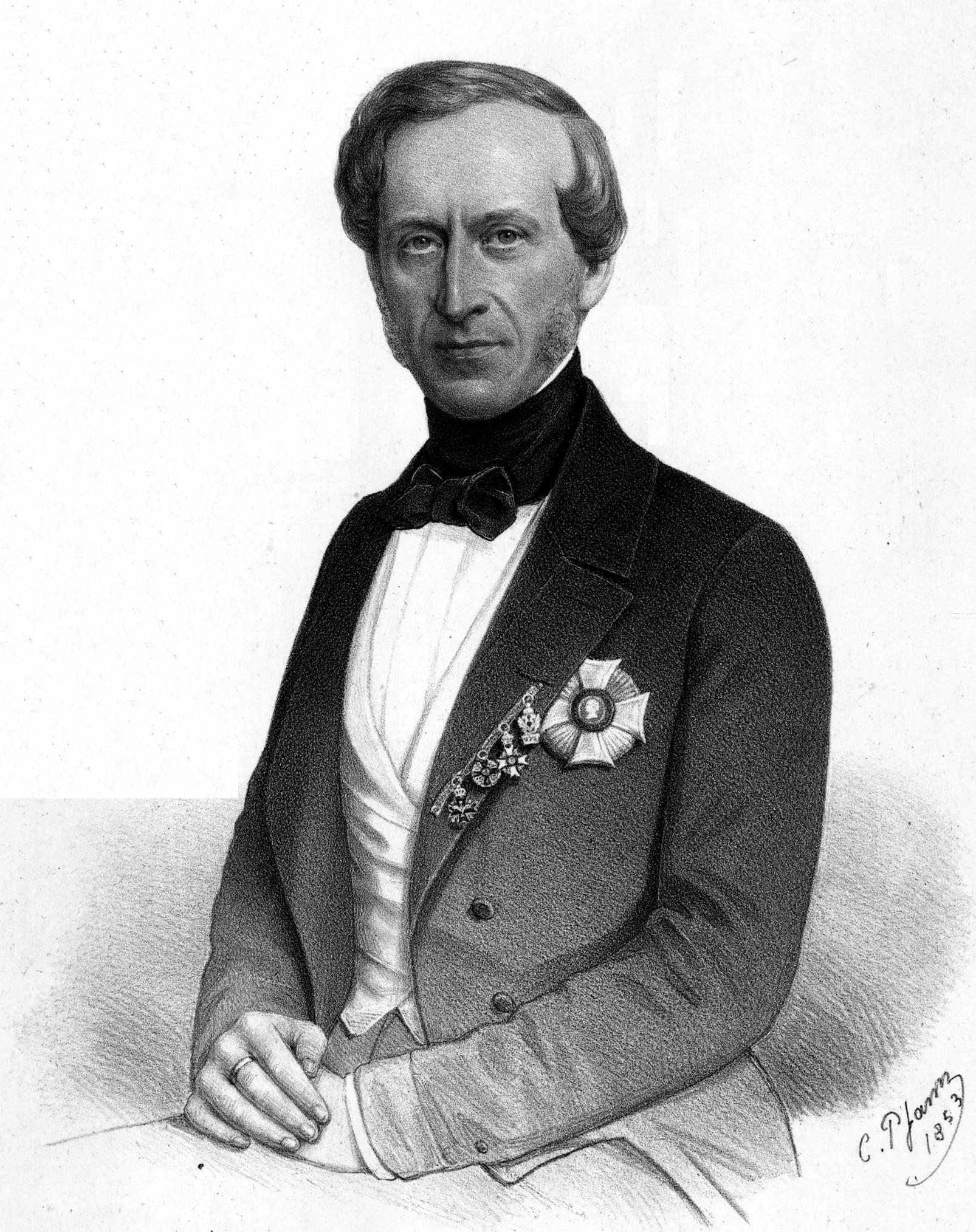
Joseph von Linden (Lithographie von Christian Pfann, 1853)

Von 1838 bis 1849 war er als Vertreter der Ritterschaft Mitglied  in der Zweiten Kammer des württembergischen Landtags. Von 1842 bis 1850 bekleidete er das Amt des Präsidenten des katholischen Kirchenrats. Im Jahre 1847 wurde Linden Mitglied des Geheimen Rats und am 1. Juli 1850 von König Wilhelm I. zum Staatsrat und Chef des Departements des Inneren  ernannt. 1850 errang Linden ein Mandat als gewählter Abgeordneter in der Verfassungsberatenden Landesversammlung, welche im Gefolge der Märzrevolution gebildet worden war. Seit dem 20. September 1852 führte er offiziell den Titel eines Innenministers (Staatsminister des Departements des Inneren)  und blieb in dieser Funktion ununterbrochen bis zum 20. September 1864. Vom 6. Juli 1850 bis zum 8. Mai 1851 und vom 14. Juli 1854 bis zum 29. Oktober 1855 leitete Linden zudem noch das württembergische Außenministerium.
Obwohl es einen Ministerpräsidenten in Württemberg erst ab dem Jahr 1876 mit der Neukonsolidierung der Regierung Mittnacht gab, sind diejenigen Minister, die als Sprecher im Landtag hervortraten, von den Zeitgenossen allgemein als Primus inter pares des Ministerkollegiums betrachtet worden. Die jeweiligen Regierungen wurden nach diesen Ministern benannt. In diesem Sinne ist Linden als Nachfolger von Johannes von Schlayer in den Jahren 1850 bis 1864 leitender Minister des Königreichs Württemberg gewesen.
Linden war ein Gegner der Revolution von 1848 und regierte im Geiste des Deutschen Bundes konservativ und bisweilen auch repressiv. Gleichwohl bemühte er sich, die demokratische Opposition im Landtag von der Richtigkeit seiner Politik zu überzeugen. Wenn der Landtag dennoch seine Unterstützung verweigerte, löste Linden ihn auf und setzte Neuwahlen an, wie etwa in den Jahren 1850 und 1855.
Damit Württemberg eine positive wirtschaftliche Entwicklung nehmen konnte, setzte er sich zusammen mit Ferdinand von Steinbeis sehr für die Förderung von Landwirtschaft, Handel und Industrie ein. Im Jahre 1861 kam es zur Gründung der Stuttgarter Börse. Als Katholik im lutherisch dominierten Württemberg gelang ihm 1862 die Verabschiedung eines Gesetzes, welches die Verhältnisse der kath. Kirche zum württembergischen Staat in einer Weise regelte, die dem Königreich den später im Deutschen Reich (besonders in Preußen, aber z. B. auch in Baden) stattfindenden Kulturkampf ersparte.
Mit dem Tode König Wilhelms I. im Jahre 1864 kam auch das Ende der Regierung Linden.
Die Rolle des neuen leitenden Ministers in Württemberg wurde nun von Varnbüler ausgeübt. Nach Lindens Entlassung als Minister durch König Karl wurde er württembergischer Gesandter an den Höfen Hessens und in Frankfurt.
Von 1867 bis 1893 war Linden ernanntes lebenslanges Mitglied der Ersten Kammer des Württembergischen Landtags. Zusammen mit der Zeit als Abgeordneter der Ritterschaft von 1838 bis 1849 und der Zeit als gewählter Abgeordneter in der Verfassungsberatenden Landesversammlung 1850 war er 55 Jahre Mitglied der Landstände und damit der am längsten aktive Abgeordnete in der württembergischen Parlamentsgeschichte. Am 10. Januar 1893 legte er im 89. Lebensjahr stehend sein Amt aus gesundheitlichen Gründen nieder.

## Auszeichnungen
- Eisernes Kreuz II. Klasse am weißen Bande
- Großkreuz des Sachsen-Weimarischen Ordens der Wachsamkeit des weißen Falken
- 1850 Großkreuz des württembergischen Friedrichs-Ordens
- 1851 Großkreuz des Ordens vom Zähringer Löwen[1]
- 1856 Großkreuz des Ordens der Württembergischen Krone
- 1872 Olga-Orden